# Petrești (okręg Ardżesz)
Petrești – wieś w Rumunii, w okręgu Ardżesz, w gminie Coșești. W 2011 roku liczyła 864 mieszkańców.